# 撞擊石
撞擊石是描述岩石被隕石撞擊所創造或地形修改的非正式術語 。這個名詞包括目標岩石的融化（例如：隕磺礫岩、隕擊角礫岩或衝擊凝灰角礫岩）和衝擊變質作用，或是兩者的混合，以及作為受到撞擊重大影響的元件（受到撞擊的礦物顆粒、熔融石、異常的地球化學特徵碼、等等） 和沉積岩。

## 一些地點
- Nördlinger Ries crater
- Rochechouart crater
- Wabar impact site
- 來自塔斯馬尼亞島的達爾文玻璃
- Alamo bolide impact (Late Devonian) of Nevada
- 在加拿大魁本克省的夏利華
- 愛沙尼亞的Neugrund crater

## 外部連結
- impact structures.com （页面存档备份，存于）
- Meteorite crater glossary